# Alphabet Gaj

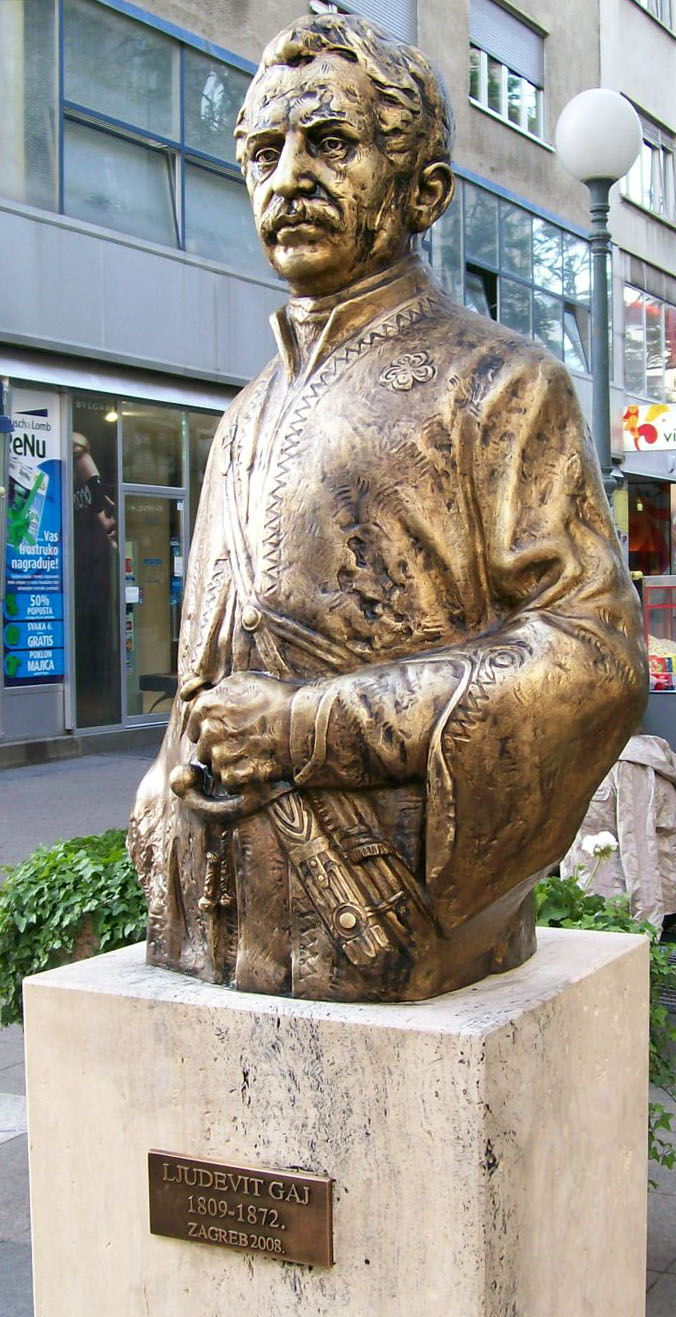
Ljudevit Gaj.

L'alphabet Gaj est l'alphabet utilisé pour noter les langues croate, slovène, serbe et bosnienne. C'est une des nombreuses écritures fondées sur l'alphabet latin. D'après ses quatre premières lettres, il s'appelle abeceda. Il est également appelé latinica ou gajica.
Le croate est une langue slave dont l'alphabet a 30 lettres et qui utilise des caractères latins depuis le XVe siècle.
Contrairement au français, toutes les lettres se prononcent, il n'existe pas de lettre muette. À noter également que les lettres q, w, x et y n'existent pas dans l'alphabet croate (sauf pour les mots étrangers), tandis que les lettres č, ć, dž, đ, lj, nj, š et ž n'existent pas en français.

## Histoire

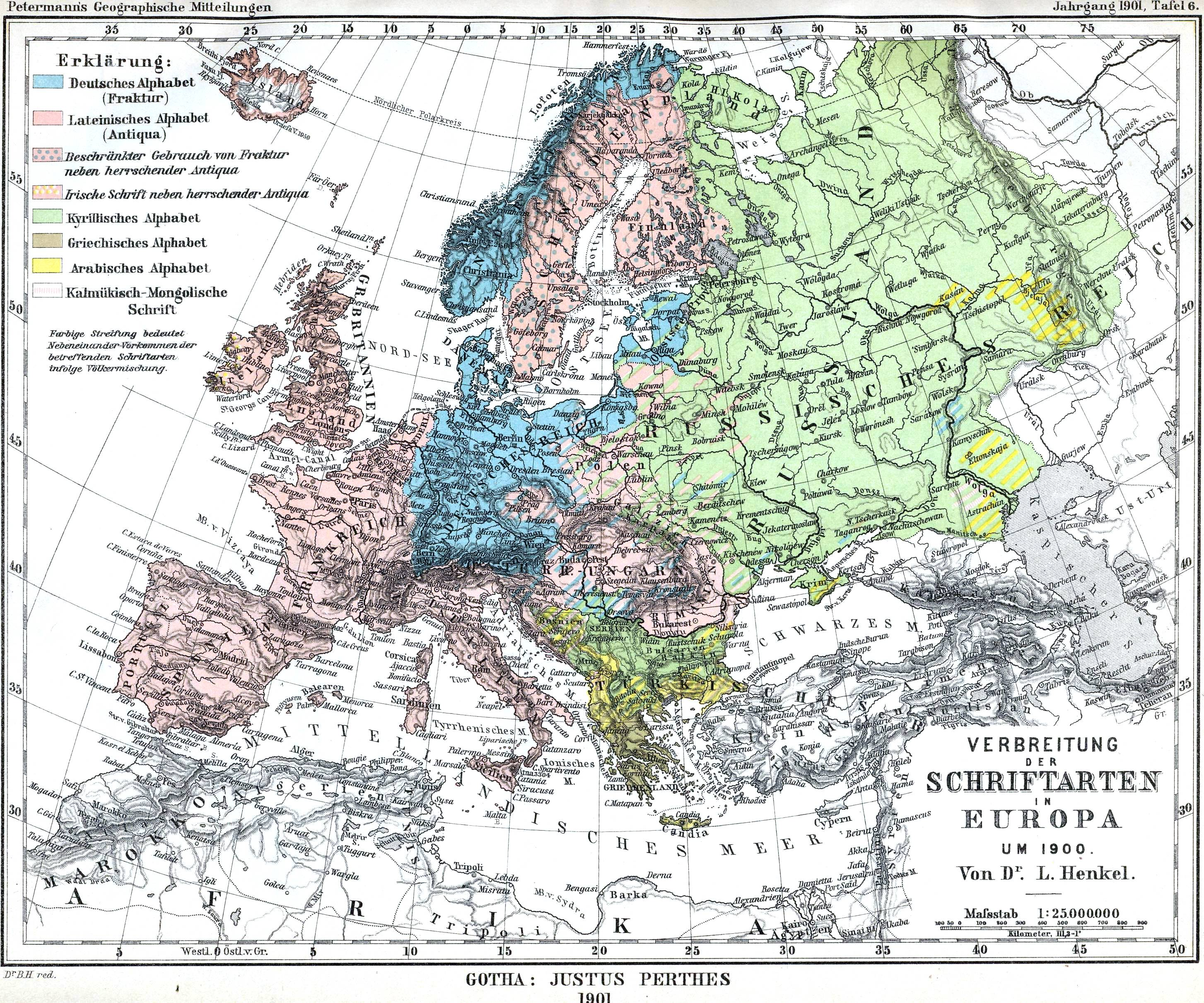
Lettres et Europe 1901

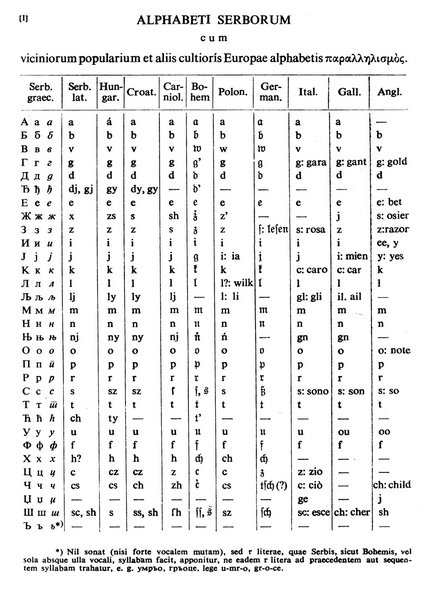
Table des deux alphabet serbes, latin et cyrillique en (1818).

En 1830, à Buda, Ljudevit Gaj fait imprimer le livre Kratka osnova horvatsko-slavenskog pravopisanja (« Abrégé d'orthographe croato-slave »), qui était alors le premier livre d'orthographe croate (après les travaux d'Ignjat Đurđević (en) et de Pavao Ritter Vitezović (en)). Le livre est bilingue croate-allemand. Les Croates utilisaient alors déjà l'alphabet latin, mais certains des sons particuliers à la langue n'étaient pas représentés de façon uniforme.
Gaj suit l'exemple de Pavao Ritter Vitezović et l'orthographe tchèque, utilisant une lettre latine pour chaque voyelle de la langue (orthographe et phonétique). Il utilise aussi des diacritiques et les digrammes lj et nj.

## Utilisation en Serbie
En Serbie, le serbe s'écrit avec troisalphabets, l'alphabet cyrillique (il y a 2 alphabet cyrillique) et l'alphabet latin de Gaj. Le cyrillique est utilisé par les journaux de référence comme Politika (équivalent serbe du Monde[Selon qui ?]). Les journaux en alphabet latin sont des journaux plus généralistes, moins « élitistes » et plus « populaires », comme Blic, ou alors par des journaux « d'opposition » ou « progressistes », comme Danas.
Les deux alphabets sont quasiment bijectifs, c'est-à-dire que le passage de l'un à l'autre suit des règles mécaniques sans perte ; néanmoins, quelques mots font exception, comme injekcija/инјекција (injection), où aux lettres -nj a њ également le i qui est égale au и ou au u (l'autre cyrillique).
L'administration serbe privilégie l'alphabet cyrillique (gouvernement de Serbie), mais elle utilise aussi l'alphabet latin (voir le site de l'ambassade de Serbie en France). C'est ainsi qu'il est indispensable à tout Serbe de savoir parfaitement lire les deux alphabets. Lors de l'apprentissage de l'écriture et de la lecture, tous les enfants apprennent les deux alphabets.

## Lettres

(a)
(be)
(ce)
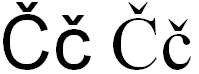
(če)
(će)
(de)
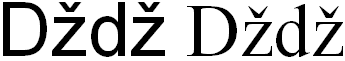
(dže)
(đe)
(e)
(ef)
(ge)
(ha)
(i)
(je)
(ka)
(el)
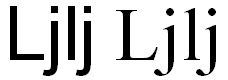
(elj)
(em)
(en)
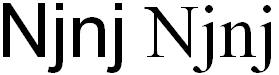
(enj)
(o)
(pe)
(er)
(es)
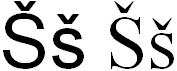
(eš)
(te)
(u)
(ve)
(ze)
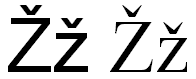
(že)

## Correspondance graphie–prononciation
| Lettre | Transcription phonétique | Prononcée à peu près comme dans                              |
| ------ | ------------------------ | ------------------------------------------------------------ |
| A, a   | /a/                      | arc                                                          |
| B, b   | /b/                      | bon                                                          |
| C, c   | /t͡s/                     | tsar                                                         |
| Č, č   | /t͡ʃ/                     | tchèque                                                      |
| Ć, ć   | /t͡ɕ/                     | tien (t mouillé)                                             |
| D, d   | /d/                      | donner                                                       |
| DŽ, dž | /d͡ʒ/                     | django                                                       |
| Đ, đ   | /d͡ʑ/                     | diagonale (d mouillé)                                        |
| E, e   | /e/                      | été                                                          |
| F, f   | /f/                      | film                                                         |
| G, g   | /g/                      | gare                                                         |
| H, h   | /x/                      | entre le h aspiré de « hahaha » et le j espagnol de « Juan » |
| I, i   | /i/                      | idée                                                         |
| J, j   | /j/                      | yoga                                                         |
| K, k   | /k/                      | kilo                                                         |
| L, l   | /l/                      | lac (l plus dur qu'en français)                              |
| Lj, lj | /ʎ/                      | lien (l mouillé)                                             |
| M, m   | /m/                      | martin                                                       |
| N, n   | /n/                      | nage                                                         |
| Nj, nj | /ɲ/                      | indigné                                                      |
| O, o   | /o/                      | orange                                                       |
| P, p   | /p/                      | pas                                                          |
| R, r   | /r/                      | rare (r roulé)                                               |
| S, s   | /s/                      | sac                                                          |
| Š, š   | /ʃ/                      | chat                                                         |
| T, t   | /t/                      | tour                                                         |
| U, u   | /u/                      | ourlet                                                       |
| V, v   | /ʋ/                      | voix                                                         |
| Z, z   | /z/                      | zèle                                                         |
| Ž, ž   | /ʒ/                      | jour                                                         |